# 科帕奇夫 (科澤列齊區)
51°13′24″N 31°5′1″E / 51.22333°N 31.08361°E
科帕奇夫（烏克蘭語：Копачів），是烏克蘭北部的村莊，隸屬切爾尼希夫州的切爾尼希夫區。該村始建於1503年，面積0.7平方公里，海拔高度112米，2001年人口74，人口密度每平方公里105.7人。